# Mohamed Zia-ul-Haq
Mohamed Zia-ul-Haq, pakistanski general, * 12. avgust 1924, † 17. avgust 1988.
Zia-ul-Haq je bil načelnik generalštaba Pakistanske kopenske vojne (1976-1988) in predsednik Pakistana (1978-1988).